# Afsaneh Afkhami
Afsaneh Afkhami (en persan : افسانه افخمی), née le 23 avril 1961 à Rasht (Iran), est une photographe plasticienne française d’origine iranienne, spécialisée dans la photographie de danse.

## Biographie
Née le 23 avril 1961 à Rasht, dans une famille d'artistes, Afsaneh Afkhami arrive en France en 1979. Influencée par son père passionné de photo et par la peinture réaliste de son frère, elle entame à Paris des études de littérature,. 
Toujours attirée par l'art, elle flirte avec le dessin au fusain, s'essaie à l’écriture, mais revient rapidement à la photographie. Autodidacte, attachée à la photographie argentique, elle réalise à partir de 1986 ses propres tirages en couleur et en noir et blanc dans la chambre noire de son appartement parisien. 
À partir des années 1990, elle travaille dans le domaine de la mode et y développe une recherche artistique personnelle en se focalisant sur la photographie de portrait. Rapidement, elle expose son travail dans des musées d'art et des galeries en France et l'étranger. 
Passionnée par le mouvement en danse classique, elle entame dès 2011 une collaboration privilégiée avec la complice participation de danseuses et danseurs de l’Opéra de Paris et de Moscou,. 
De 2014 à 2017, elle occupe au Salon des Artistes Français le poste de présidente de la division photo et demeure depuis membre du jury,. 
C'est en 2016, lors d'une exposition initiée par Stella Kalinina, qu'elle obtient la possibilité de montrer à un large public l'originalité de son art photographique. Elle travaille en étroite collaboration avec Jean Doucet, couturier parisien et Jérôme Guézou, coiffeur ambassadeur de l’Oréal.
2019-2022 - Administratrice & Membre de l'Union des Photographes Professionnels (UPP).
Membre de la Société des auteurs des arts visuels et de l'image fixe (SAIF).
Membre de la Maison des Artistes.

## Photographie de danse
Depuis de nombreuses années, Afsaneh Afkami met en place des projets artistiques et photographie des danseurs célèbres de l'Opéra de Paris, Théâtre Bolchoï de Moscou, Théâtre académique musical de Moscou : Eve Grinsztajn, Alessio Carbone, Emmanuel Thibault, Claire Gandolfi, Gregory Dominiak, Yannick Bittencourt, Florent Melac, Fanny Gorse, Emilie Hasboun, Caroline Osmont, Sae Eun Park, Daniel Stokes, Myriam Kamionka, Laure-Adélaïde Boucaud, Diana Kosyreva, Dmitry Sobolevsky et beaucoup d'autres.

## Expositions
- 2009-2022 : Le Salon des artistes français [9],[10],[8],[5],[4];
- 2017 : Vertiges, Galerie Nast à Paris, 10 rue d’Alger, 75001 Paris[11];
- 2016 : Le déclic de la cité, Marie du 1er arrondissement, Paris;
- 2015 : Galerie Torre dos Cielos, Fukuoka, Japon;
- 2015 : Promenade des Arts, Musée Kajita, Nagoya, Japon;
- 2014 : Salons Libres Européens, Palast Galerie, 1-30 juin 2014, Berlin, Allemagne [12];
- 2014 : Salon International du Portrait du Château de Beauregard, 22 février - 9 mars, Artec ArtMondial
- 2012 : Seule en scène, 1-12 avril 2012, Marie du 1er arrondissement, Paris[13];
- 2011 : 100 talented photographers and digital artists, Gagliardi Gallery, Londres, Royaume-Uni;
- 2011 : Kulturzentrum Bonn-Hardtberg, Salon Franco-Allemand;
- 2010 : Musée d'art de Chianciano, Toscane, Italie[14];
- 2007 : Exposition à la Galerie Monod, organisée par Stella Art International[15].

## Prix et récompenses
- 2017 : Cote Drouot;
- 2015 : Médaillée d'honneur au Salon des Artistes Français, Grand Palais [16];
- 2013 : Médaillée d'or au Salon des artistes français, Grand Palais;
- 2010 : Médaillée d'argent au Salon des artistes français, Grand Palais;
- 2010 : Prix international de photographie de Musée d'art de Chianciano, Italie [17],[14];
- 2009 : Médaillée de bronze au Salon des artistes français, Grand Palais;
- 1984 : Diplôme d'honneur Musée Fort Napoléon (Les Saintes), Terre-de-Haut (Sainte) France "deux Peintures".